# 4637 Odorico
4637 Odorico è un asteroide della fascia principale. Scoperto nel 1989, presenta un'orbita caratterizzata da un semiasse maggiore pari a 2,4310847 UA e da un'eccentricità di 0,1490824, inclinata di 1,71691° rispetto all'eclittica.
L'asteroide è dedicato al frate francescano Odorico da Pordenone.